# عمار جبر الجبوري
عمار جبر خليل الجبوري (30 آب 1971 - ) سياسي عراقي، ومحافظ محافظة صلاح الدين السابق، ونائب في مجلس النواب العراقي عن قائمة (تحالف تقدم الوطني) في محافظة صلاح الدين لدورة الانتخابات التشريعية العراقية 2021، ورئيس سابق لهيئة استثمار صلاح الدين وكالةً أُقيل الجبوري من منصبه يوم 18 أيار سنة 2022، بتصويت من مجلس النواب العراقي. وكان عمار الجبوري عضواً في حزب الجماهير الوطنية الذي يرأسه أحمد عبد الله الجبوري حتى شهر كانون الأول سنة 2020 حين أعلن عمار عن استقالته من الحزب.

## قضايات الفساد
بعد اقالته من منصبه كمحافظ صلاح الدين وبتاريخ 9 حزيران 2022 صدرت مذكرة قبض بحق عمار جبر الجبوري بتهم فساد بعد هروبه إلى الأردن، وبتاريخ 19 حزيران 2022 صدر قرار من محكمة تحقيق الكرخ بحجز الاموال المنقولة وغير المنقولة لـ عمار جبر، وبتاريخ 9 تشرين الثاني 2022 اصدرت محكمة جنايات مكافحة الفساد المركزية حكماً غيابياً بسجن عمار جبر الجبوري لمدة عشرة سنوات وفرض غرامة قدرها 10 ملايين دينار عراقي بعد إدانته بتلقى رشوة قدرها 4 مليارات و600 مليون دينار عراقي، ومليون وخمسمئة ألف دولار أمريكي، فضلاً عن طلبه سيارات، نوعها (رانج روفر) و(لكزس) مقابل قيامه بإحالة المشاريع المُنفَّذة داخل محافظة صلاح الدين بدعوات مباشرة، وإطلاق المستحقات المالية المترتبة بذمة المحافظة للشركات.